# Jorge Alberto Rodríguez Pérez
Jorge Alberto Rodríguez Pérez, né le 23 avril 1955 à Las Palmas de Gran Canaria, est un homme politique espagnol membre du Parti populaire (PP).

## Biographie

### Vie privée
Il est séparé et père de deux enfants.

### Formation et vie professionnelle
Jorge Rodríguez est titulaire d'une licence en droit, obtenue à l'université de La Laguna. Il est docteur en droit de l'université de Las Palmas de Gran Canaria. Il est avocat en exercice.
Il possède en outre un diplôme social acquis à l'École sociale de l'université de La Laguna, un diplôme de l'École de commerce de Las Palmas, un diplôme en droit communautaire obtenu à l'université de Grenade ainsi qu'un diplôme en droit tributaire et conseil fiscal à l'ESINE.
Il est membre de l'Académie royale de la législation et de la jurisprudence.

### Député régional puis sénateur
Il est adjoint au maire de Las Palmas de Gran Canaria de 1995 à 1999 et chargé de l'Urbanisme, du Logement, du Développement local, des Infrastructures et des Activités classifiées.
Il est élu député au Parlement des Canaries lors des élections régionales de 2003 et devient porte-parole du groupe parlementaire populaire au sein de la chambre régionale. Il quitte le parlement lors de la mandature suivante mais est à nouveau réélu en 2011 et en 2015 ; il occupe les fonctions de porte-parole à la commission des Budgets, de l'Économie et des Finances.
Le 21 décembre 2016, il est désigné sénateur par le Parlement des Canaries en représentation de la communauté autonome des Îles Canaries au Sénat espagnol. Il remplace Mercedes Roldós, démissionnaire à la suite de sa nomination au poste de déléguée du gouvernement dans les îles Canaries, et abandonne en conséquence son mandat de parlementaire régional. Son mandat régional revient à José Tomás Estalella Limiñana, du fait que María Auxiliadora Pérez Díaz, la suivante sur la liste, est déjà sénatrice.